# 제68회 베네치아 국제 영화제
68번째 베네치아 국제 영화제는 2011년 8월 31일부터 9월 10일까지 이탈리아의 베네치아에서 개최되었다. 영화 감독 대런 애러노프스키가 심사위원장으로 위촉되었다. 미국의 배우겸 감독 알 파치노가 그의 개봉 예정 영화 《와일드 살로메》 상영을 앞두고 9월 4일 평생공로상을 수상했으며, 마르코 벨로치오가 9월에 황금사자상 평생공로상을 수상했다. 영화제는 조지 클루니 감독의 미국 영화 《킹메이커》 (The Ides of March)로 개막되었다.